# Représentations diplomatiques du Luxembourg

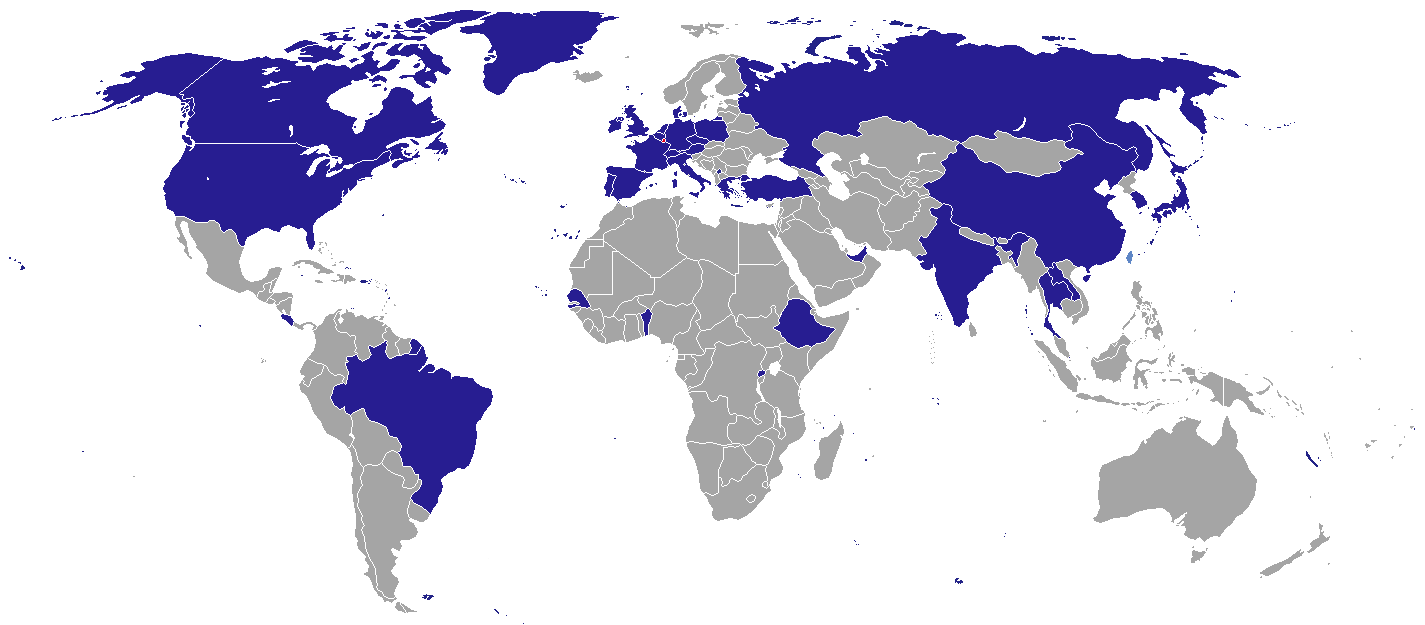
Représentations diplomatiques du Luxembourg.

Voici les représentations diplomatiques du Luxembourg à l'étranger :

## Afrique
- Bénin
  - Cotonou (ambassade)
- Burkina Faso
  - Ouagadougou (ambassade)
- Cap-Vert
  - Praia (ambassade)
- Éthiopie
  - Addis-Abeba (ambassade)
- Mali
  - Bamako (ambassade)
- Niger
  - Niamey (ambassade)
- Rwanda
  - Kigali (ambassade)
- Sénégal
  - Dakar (ambassade)

## Amérique
- Brésil
  - Brasília (ambassade)
- Canada
  - Ottawa (ambassade)
- Costa Rica
  - San José (ambassade)
- États-Unis
  - Washington (ambassade)
  - New York (consulat général)
  - San Francisco (consulat général)

## Asie
- Chine
  - Pékin (ambassade)
- Corée du Sud
  - Séoul (ambassade)
- Émirats arabes unis
  - Abou Dabi (ambassade)
- Inde
  - New Delhi (ambassade)
- Israël
  - Tel Aviv (bureau commercial et d’investissement)
- Japon
  - Tokyo (ambassade)
- Laos
  - Vientiane (ambassade)
- Taïwan
  - Taipei (bureau commercial et d’investissement)
- Thaïlande
  - Bangkok (ambassade)
- Turquie
  - Ankara (ambassade)

## Europe
- Allemagne
  - Berlin (ambassade)
- Autriche
  - Vienne (ambassade)
- Belgique
  - Bruxelles (ambassade)
- Danemark
  - Copenhague (ambassade)
- Espagne
  - Madrid (ambassade)
- France
  - Paris (ambassade)
  - Strasbourg (consulat général)
- Grèce
  - Athènes (ambassade)
- Irlande
  - Dublin (ambassade)
- Italie
  - Rome (ambassade)
- Kosovo
  - Pristina (ambassade)
- Pays-Bas
  - La Haye (ambassade)
- Pologne
  - Varsovie (ambassade)
- Portugal
  - Lisbonne (ambassade)
- République tchèque
  - Prague (ambassade)
- Royaume-Uni
  - Londres (ambassade)
- Russie
  - Moscou (ambassade)
- Suisse
  - Berne (ambassade)

## Organisations internationales
- Bruxelles  (mission permanente auprès de l'Union européenne)
- Genève  (mission permanente auprès de l'Organisation des Nations unies)
- New York (mission permanente auprès de l'Organisation des Nations unies)
- Paris (mission permanente auprès de l'UNESCO)
- Rome (mission permanente auprès de l'Organisation des Nations unies pour l'alimentation et l'agriculture)
- Vienne (mission permanente auprès de l'Organisation des Nations unies)

## Galerie

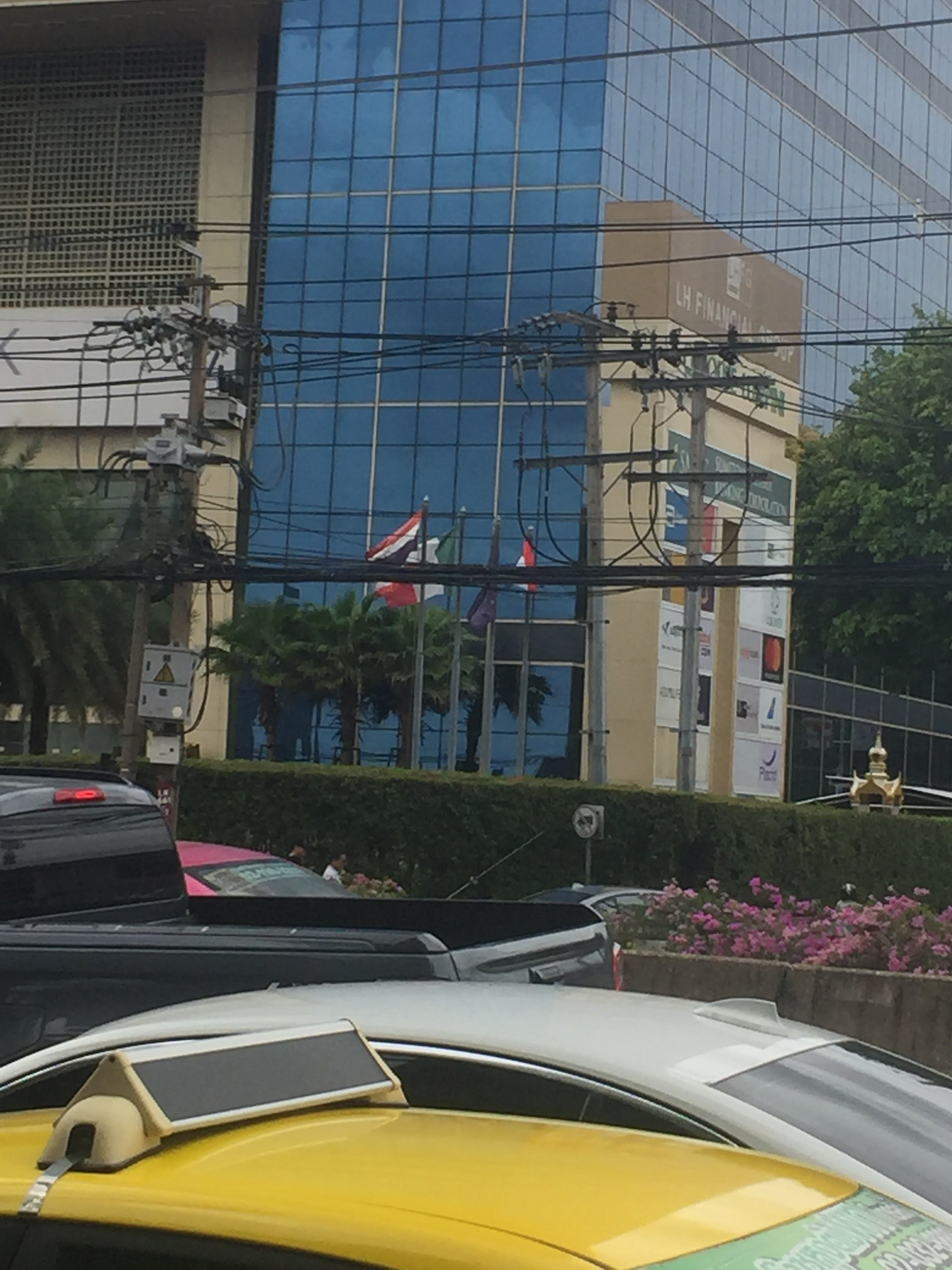
Bâtiment abritant l'ambassade à Bangkok
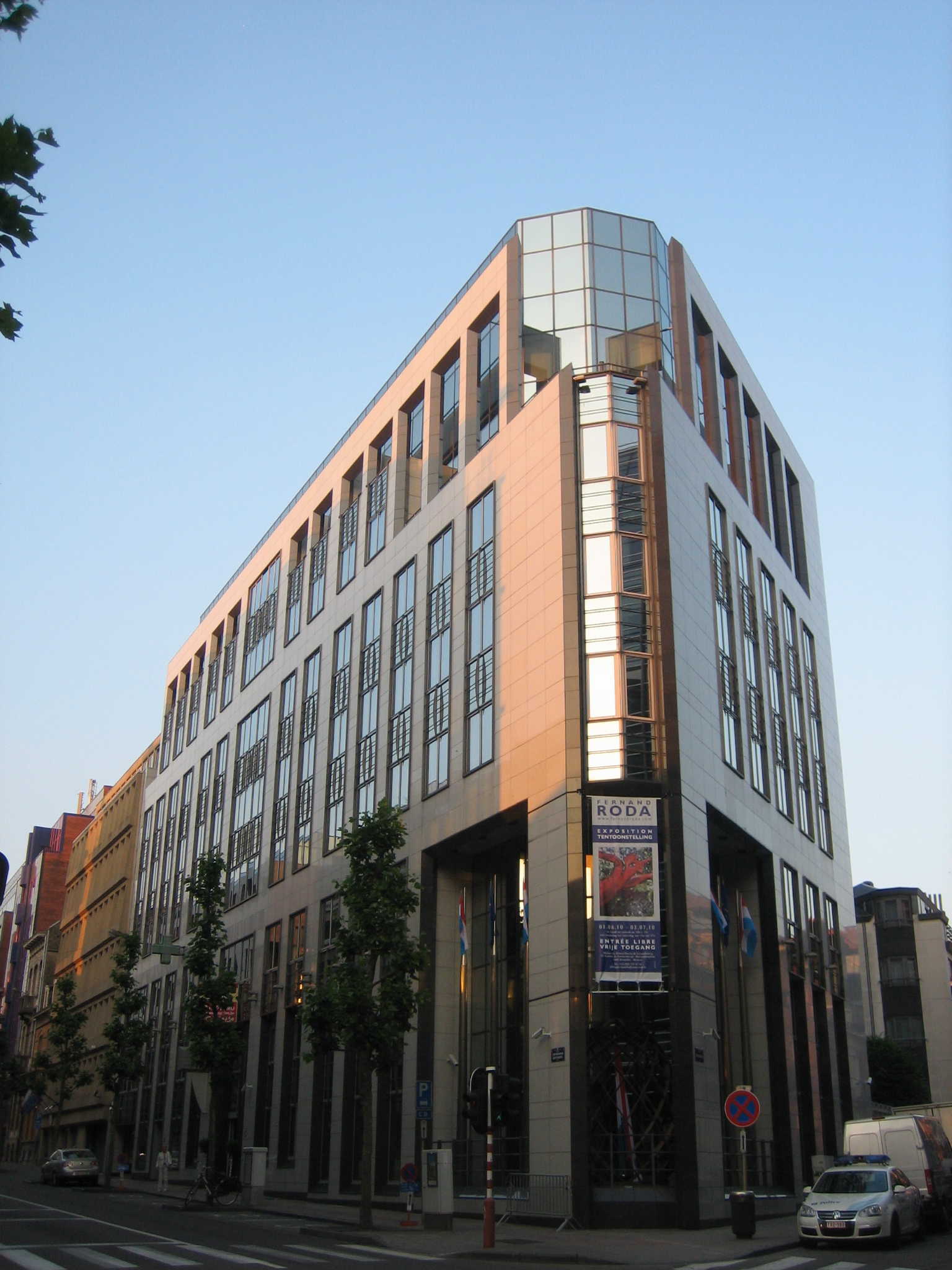
Ambassade à Bruxelles.
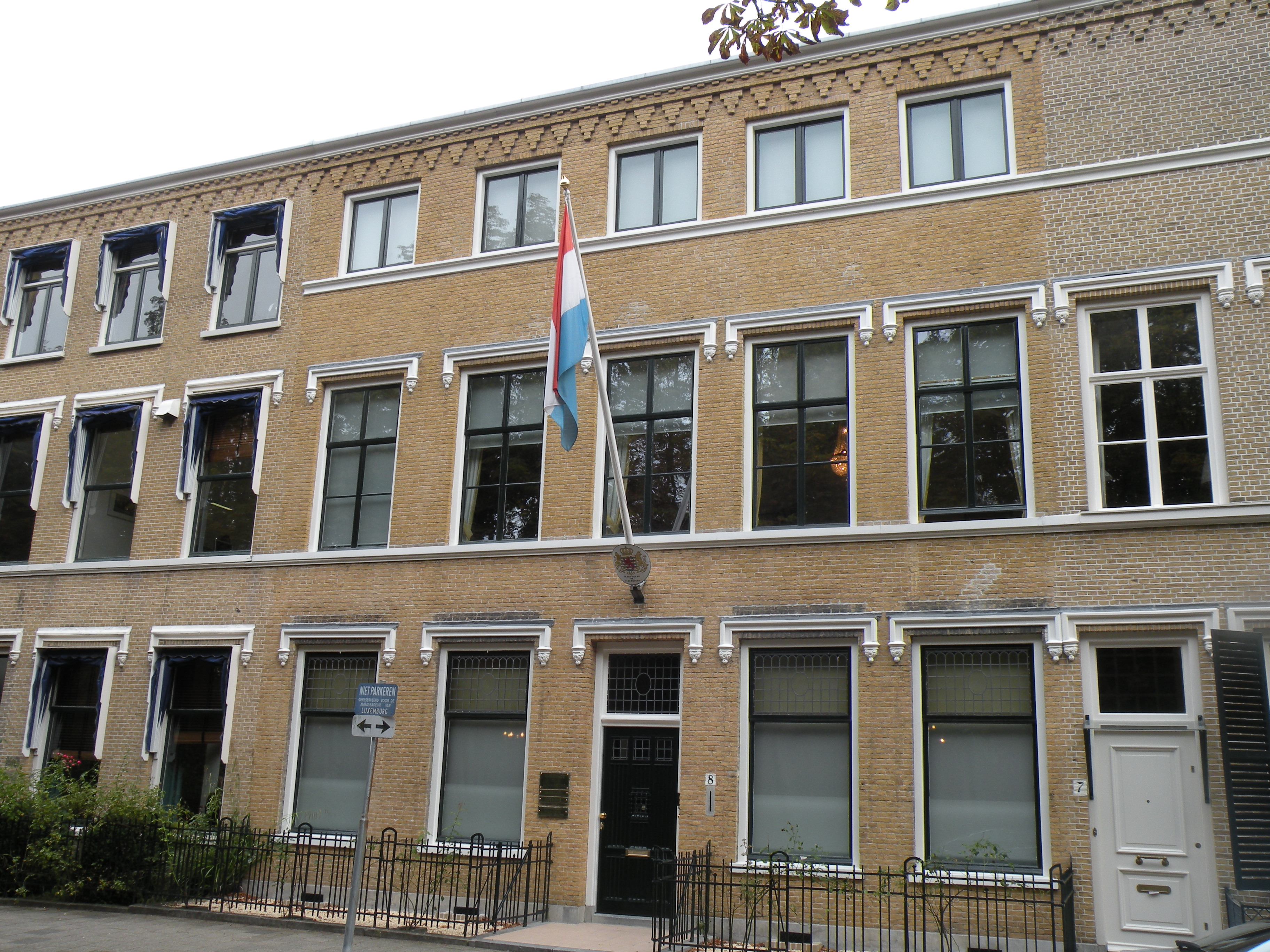
Ambassade à La Haye.
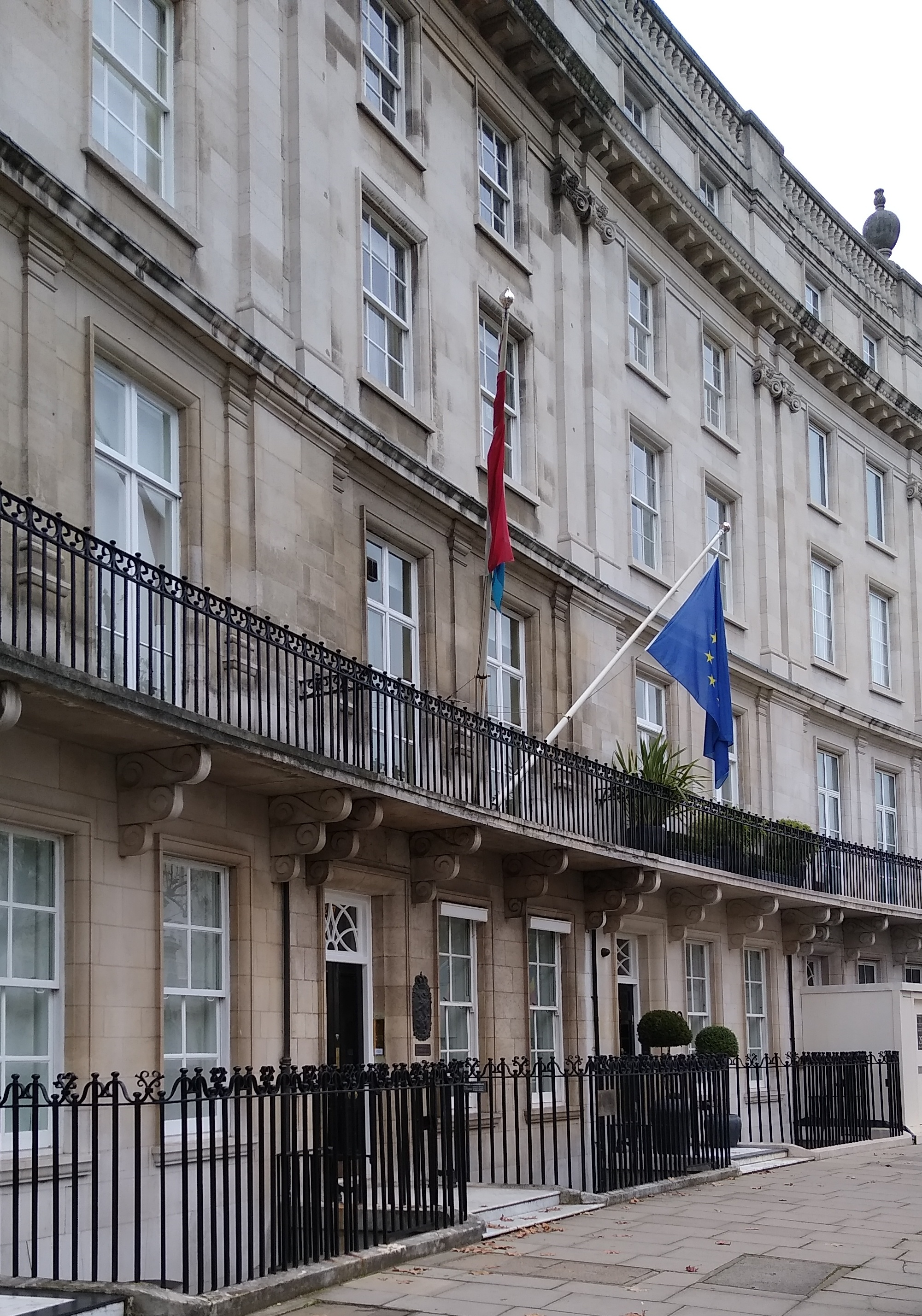
Ambassade à Londres.
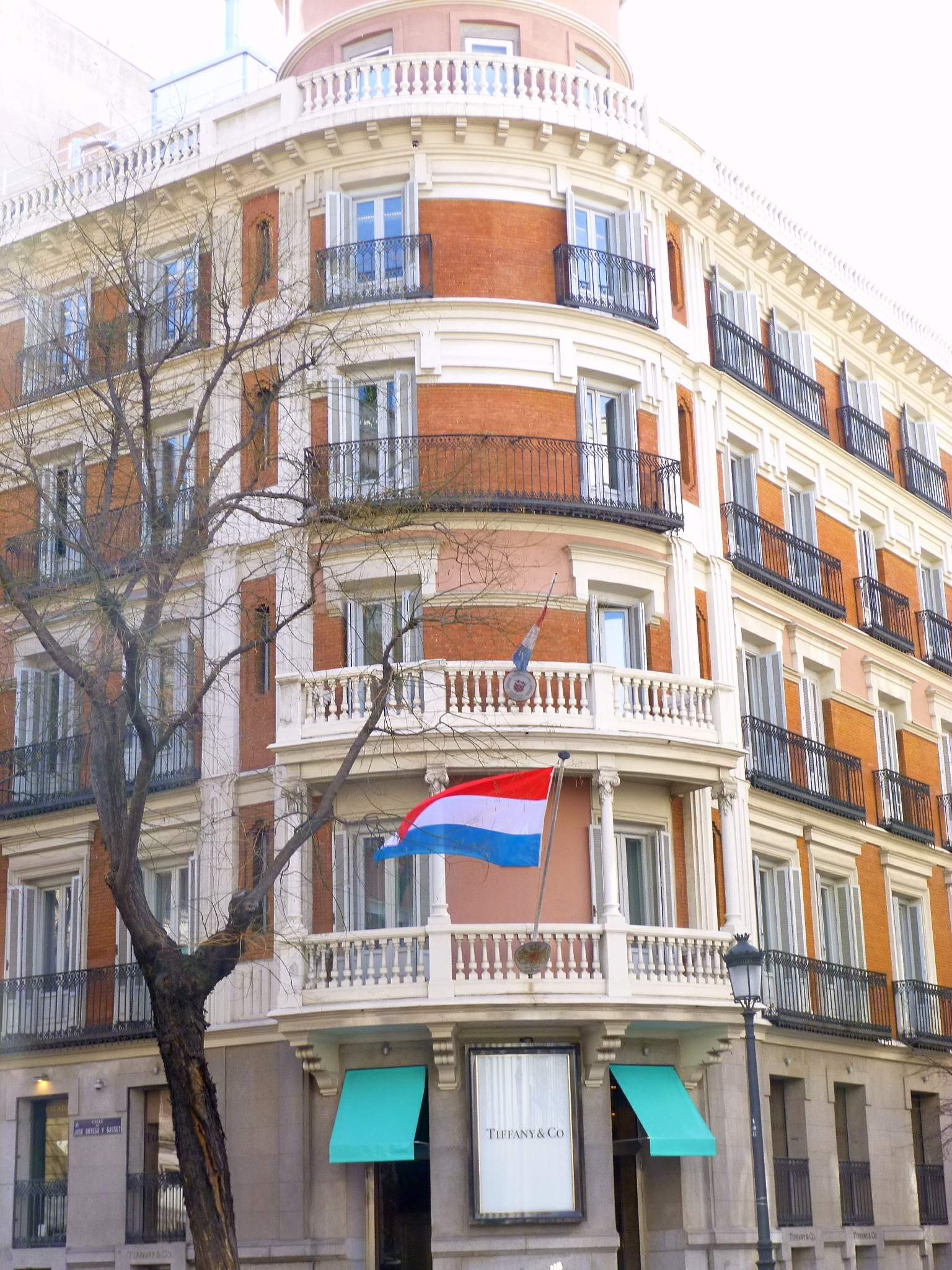
Ambassade à Madrid.
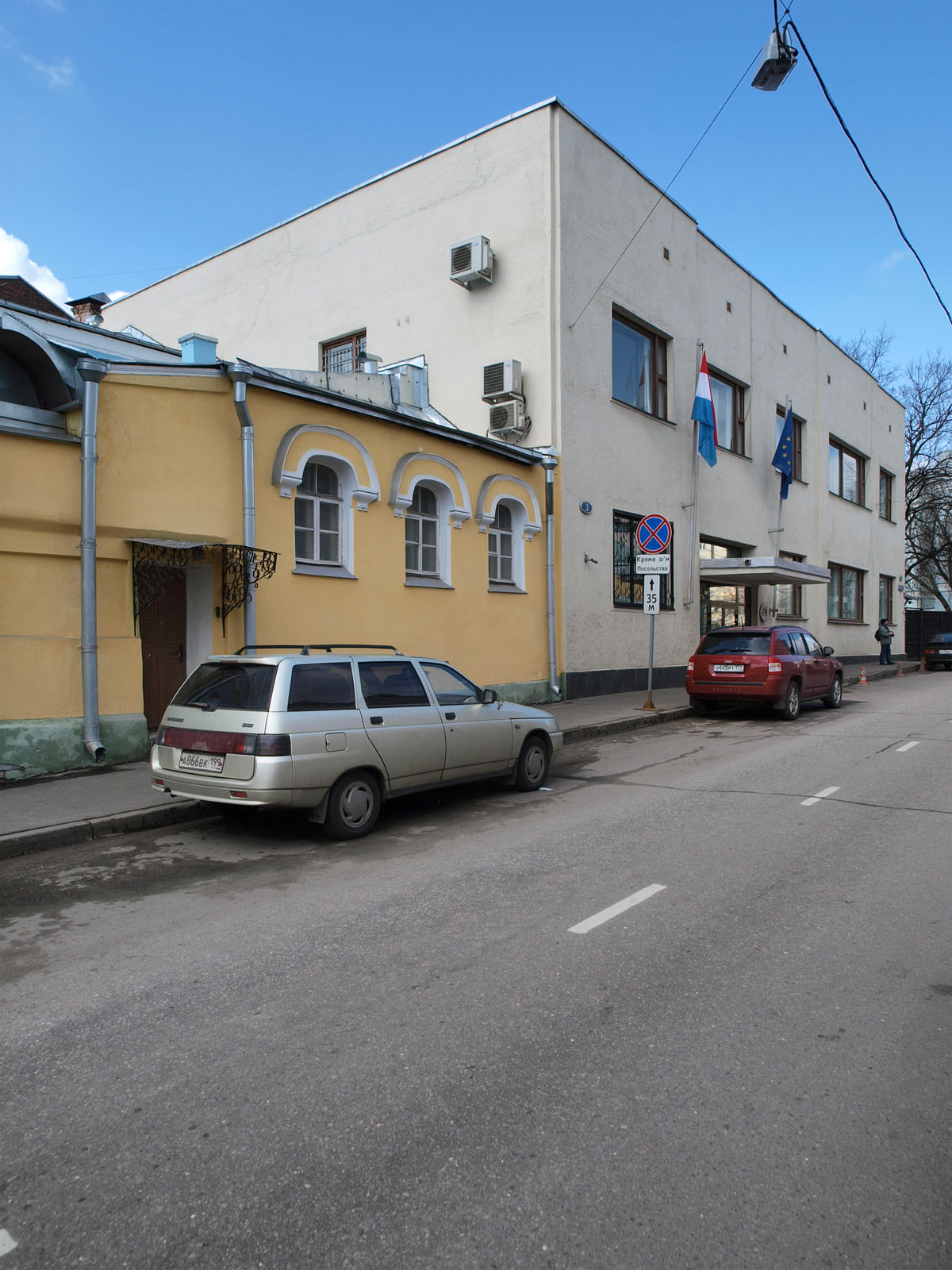
Ambassade à Moscou.
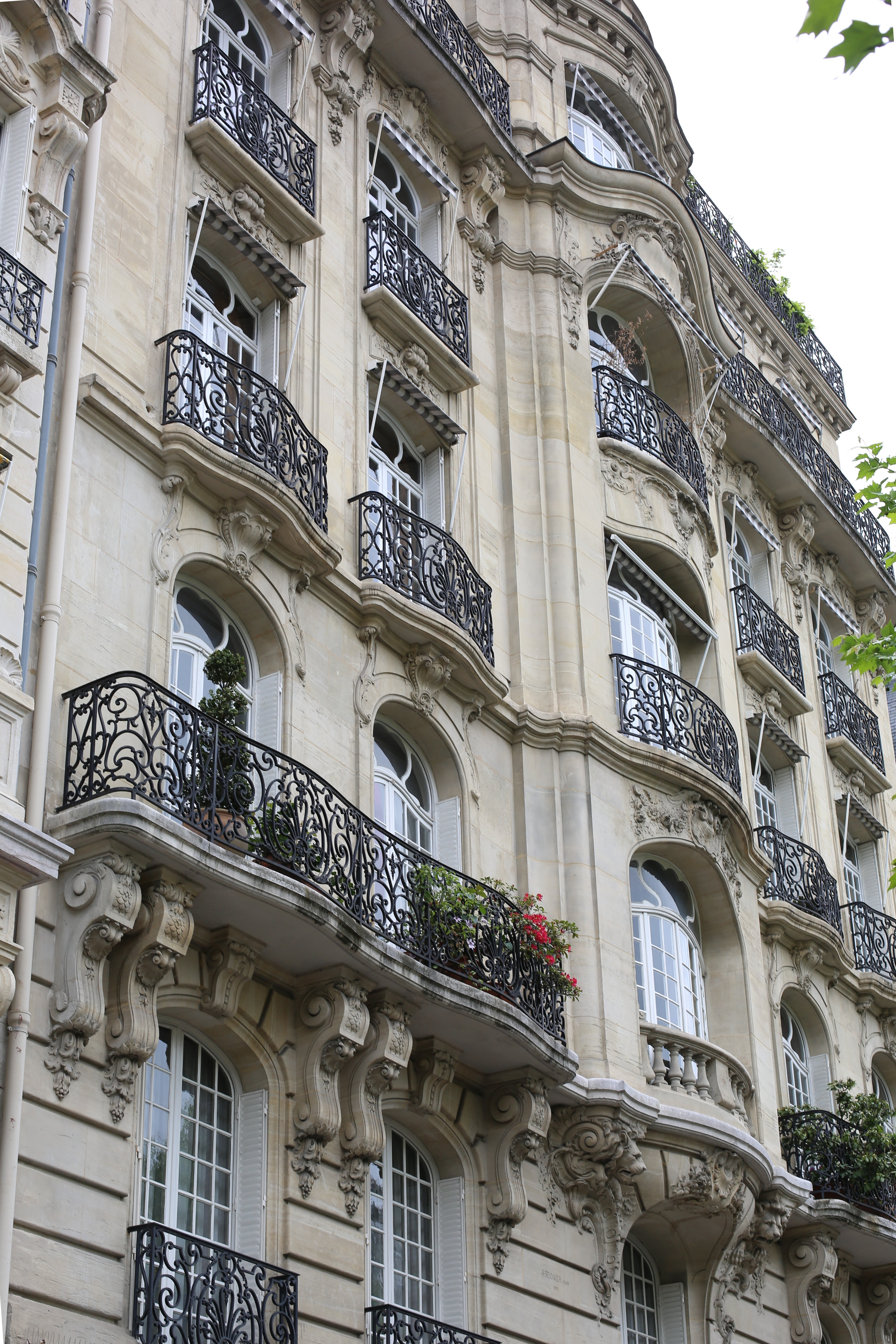
Ambassade à Paris.
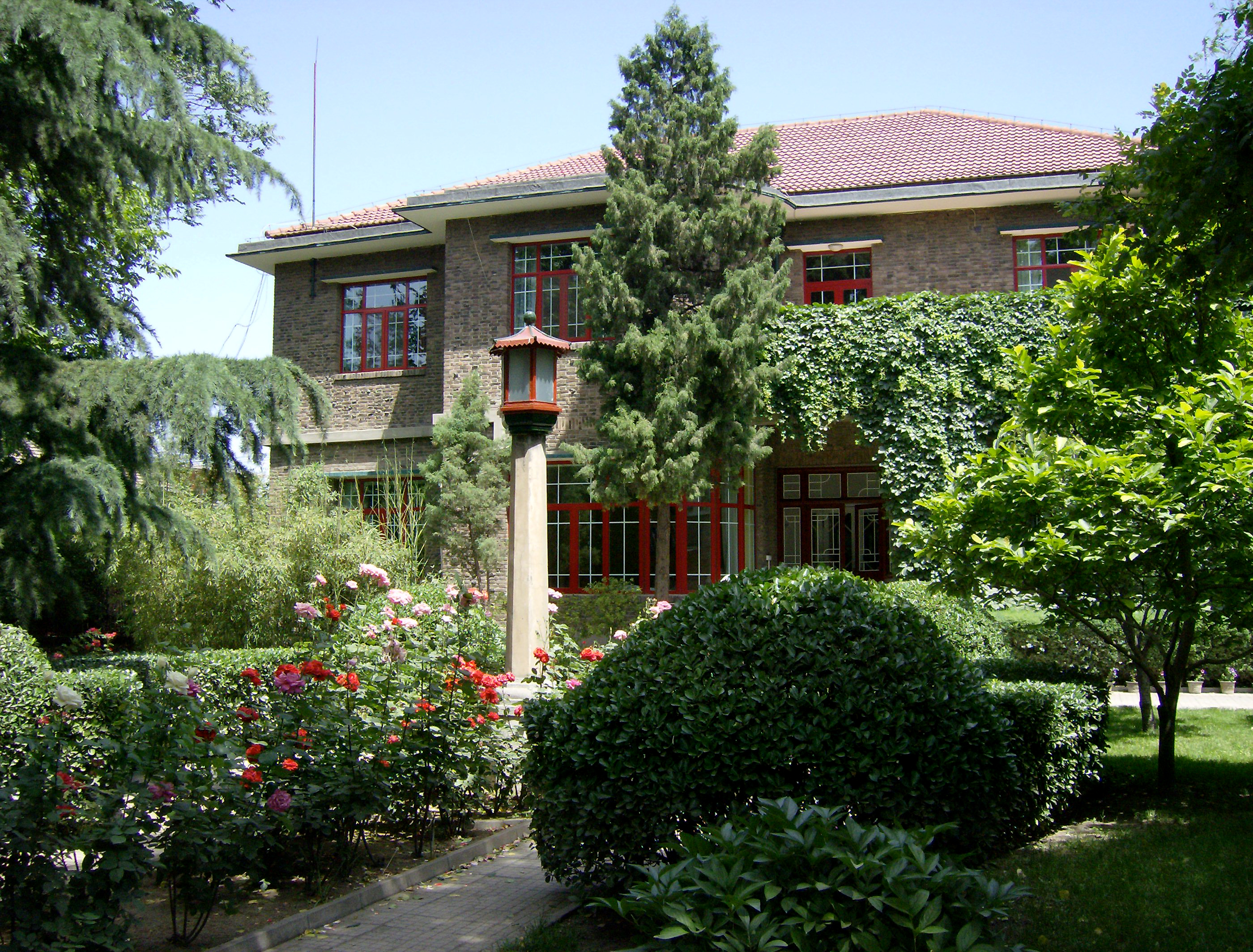
Ambassade à Pékin.
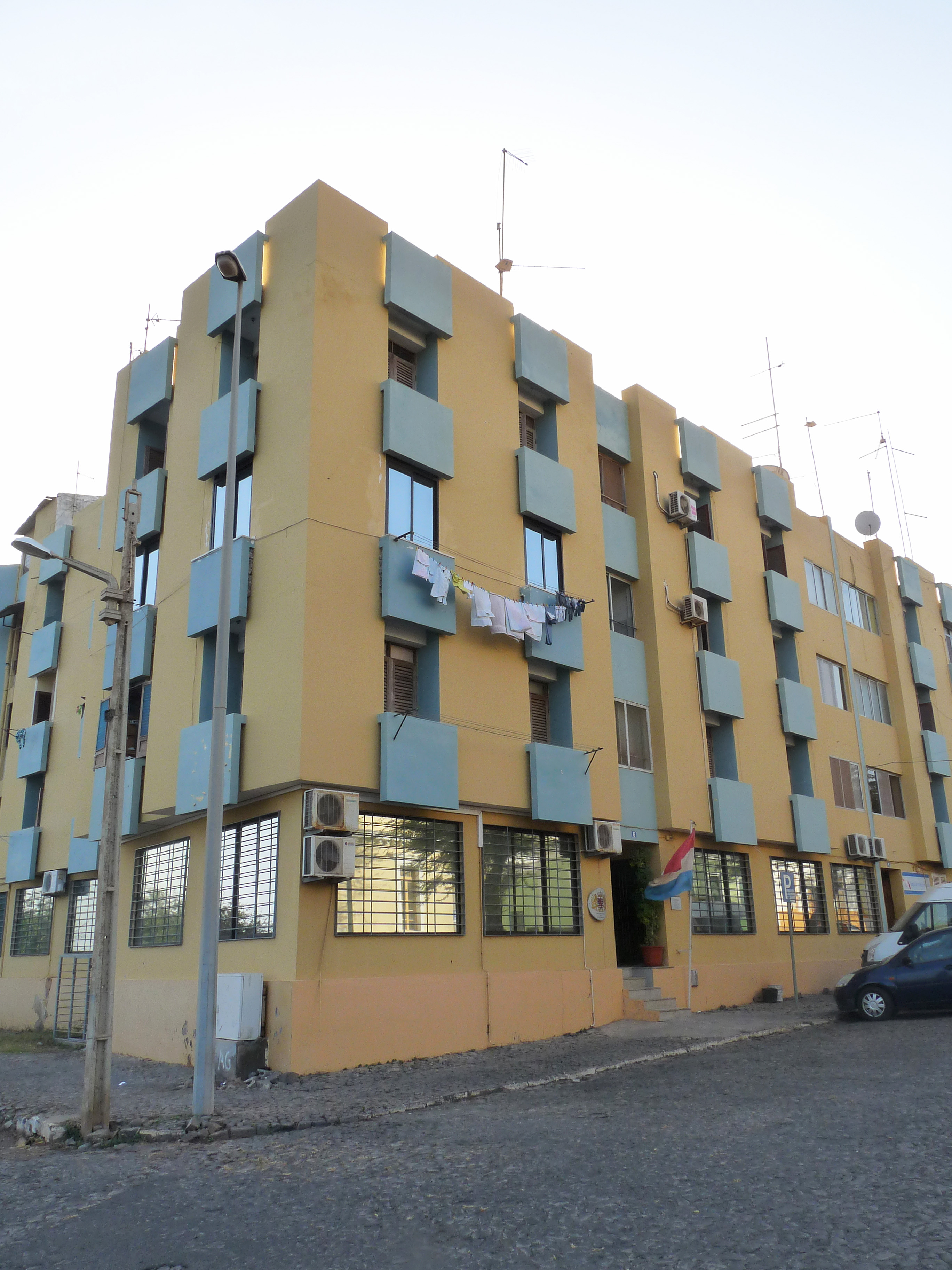
Ambassade à Praia.
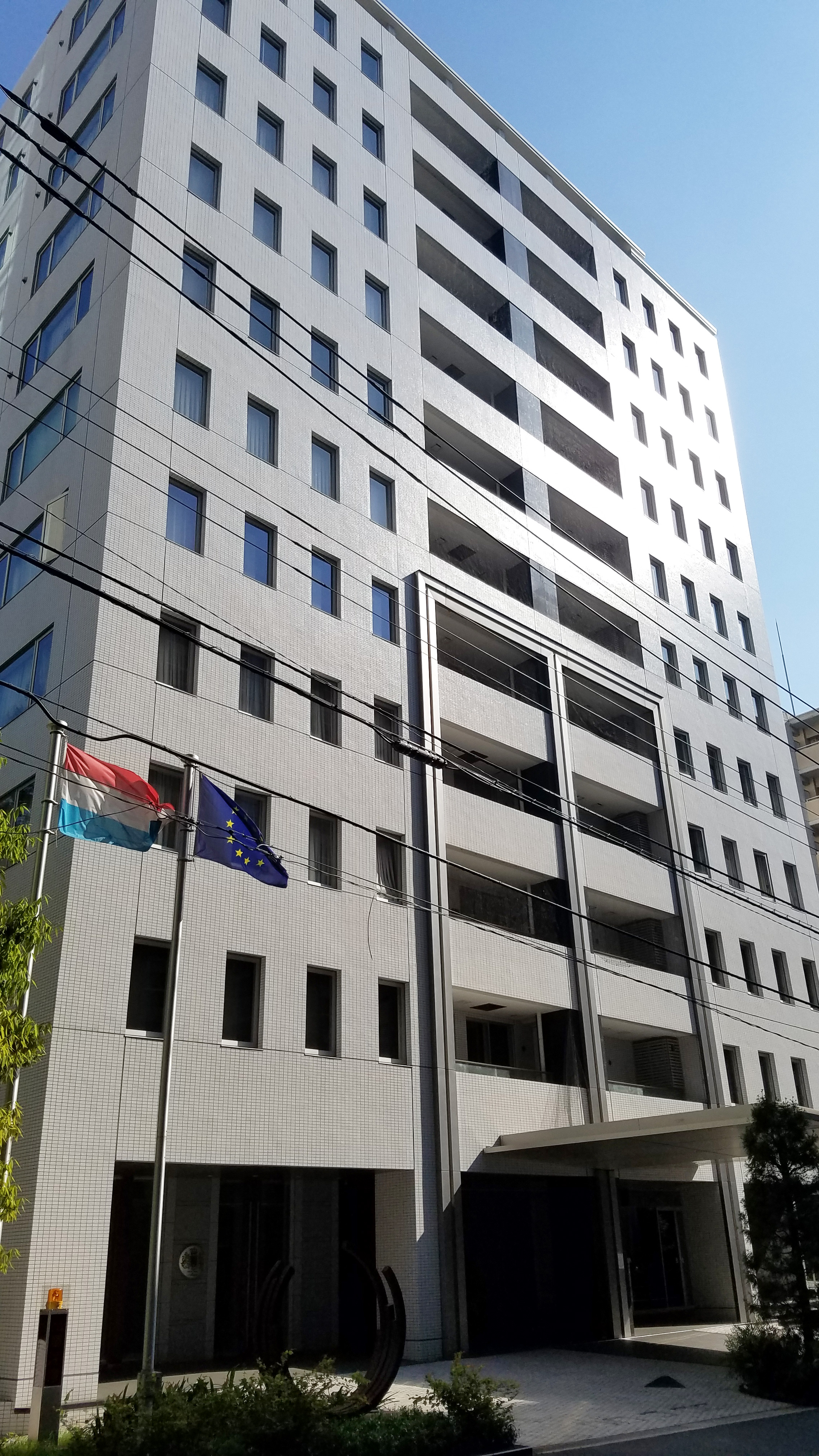
Ambassade à Tokyo.
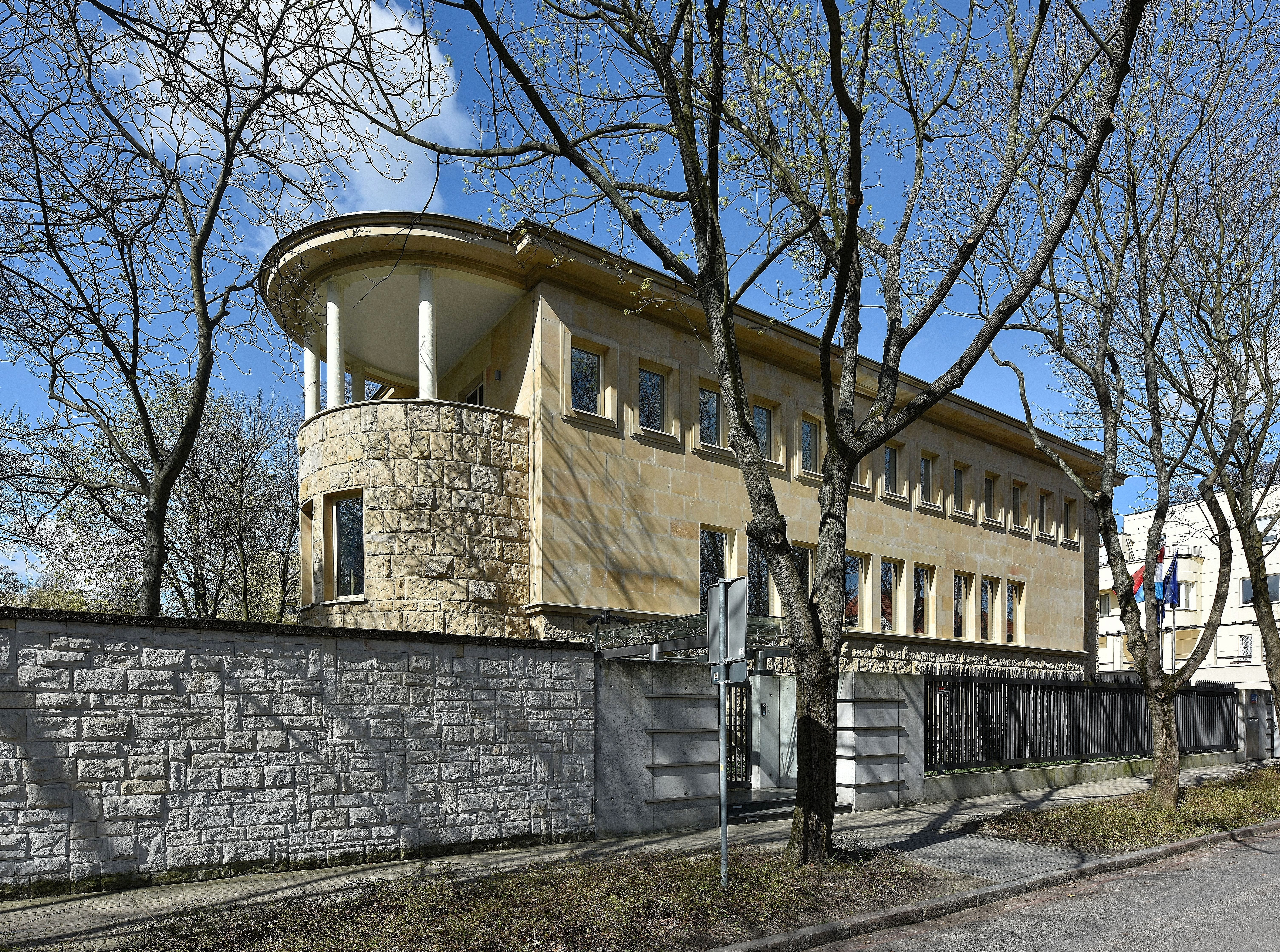
Ambassade à Varsovie.
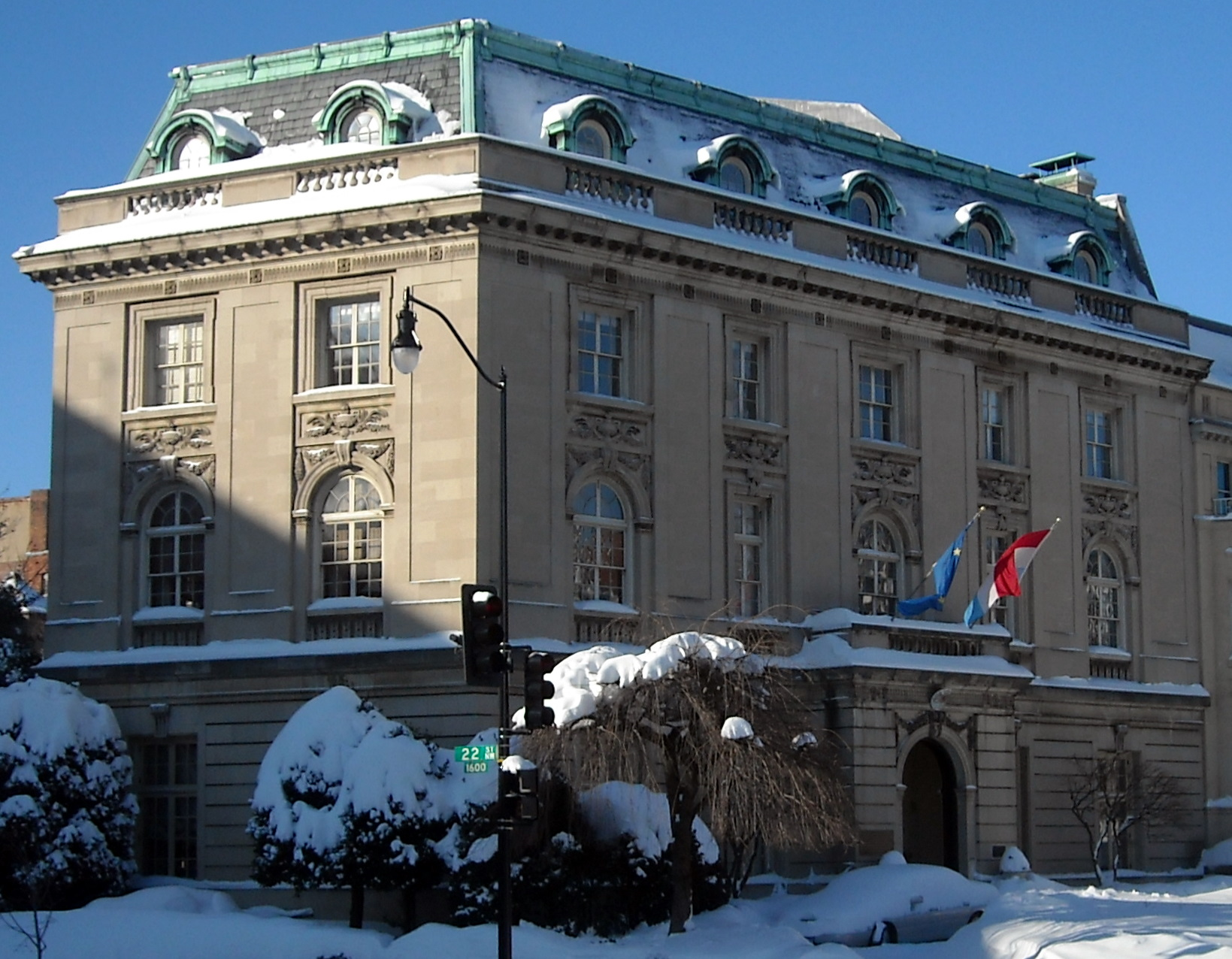
Ambassade à Washington.